# Eleições parlamentares na Suécia em 2015

Os 29 círculos eleitorais da Suécia.

As eleições legislativas extraordinárias na Suécia em 2015 - avisadas para 22 de março de 2015 - foram canceladas após acordo político entre os partidos da coligação governamental de centro-esquerda e da oposição de centro-direita - Partido Social-Democrata, Partido Verde,  Partido Moderado, Partido Popular Liberal, Partido do Centro e Partido Democrata-Cristão.

## Eleições extraordinárias antecipadas
Devido ao Governo Löfven não ter visto aprovado o seu Orçamento de Estado no Parlamento da Suécia, ficou desencadeada a Crise Governamental de 2014 - Regeringskrisen 2014, tendo o primeiro-ministro Stefan Löfven anunciado a convocação de eleições extraordinárias para março de 2015.

O Acordo de Dezembro - Decemberöverenskommelsen - implicou que a oposição de centro-direita se abstivesse na votação do orçamento do estado marcada para a primavera de 2015, abrindo assim o caminho para a aprovação do orçamento do governo minoritário de centro-esquerda.

Desta forma o Partido dos Democratas Suecos ficou marginalizado nas questões do governo e do orçamento.